# Улица Майка Йогансена (Харьков)
Улица Майка Йогансена   — улица в  Киевском районе Харькова. Начинается с улицы Григория Сковороды и идет на восток к Журавлёвке. На крутом склоне построена лестница, ведущая вниз к  ул. Матюшенко.

## История
Улица Майка Йогансена  – относительно молодая улица, она была основана в конце XIX  – на нач. XX век. 5 мая 1903  г. Харьковская городская дума присвоила улице, по желанию владельцев земли, имя русского поэта М. Ю. Лермонтова.
26 июля 2024 года распоряжением Харьковской областной военной администрации улица переименована в честь Майка Йогансена - украинского поэта, прозаика времен «Расстрелянного возрождения» .

## Дома
- Дом № 1  (ул. Пушкинская, 92) - Бывший доходный дом по проекту арх. М. Ф. Пискунова, 1910 – 1912  гг. В 1950-е годы здесь жил В. М. Нахабин , харьковский композитор и педагог.
- Дом № 2  (ул. Пушкинская, 88) - Дворец студентов юридического университета , арх. Ю. М. Шкодовский, 2004  г.
- Дом № 7  - Бывший бане-прачечный комбинат, построенный в 1930-е годы. Сейчас это многопрофильный развлекательно-оздоровительный комплекс. Небольшая площадь перед зданием когда-то была трамвайным кольцом[4].
- Дом № 9' - Жилой дом по проекту арх. В. К. Троценко , 1925  г.
- Дома № 10, 11, 12, 23, 25 - Достопримечательности архитектуры Харькова, жилые дома неизвестных архитекторов нач. XX ст.
- Дом №15/17  - Харьковский педагогический лицей №4[5].
- Дом № 21  - Жилой дом по проекту арх. М. Ф. Пискунова .
- Дом № 27  – Харьковский гуманитарный университет «Народная украинская академия» . Раньше это был Харьковский проектный институт.  За НУА, с нечетной стороны улицы, была разбита Аллея памяти, в честь 65-й годовщины победы в  Великой Отечественной войне.
- В самом конце улицы построена студенческая часовня Священномученицы Татианы. Арх. В. А. Можейко.

## Изображения

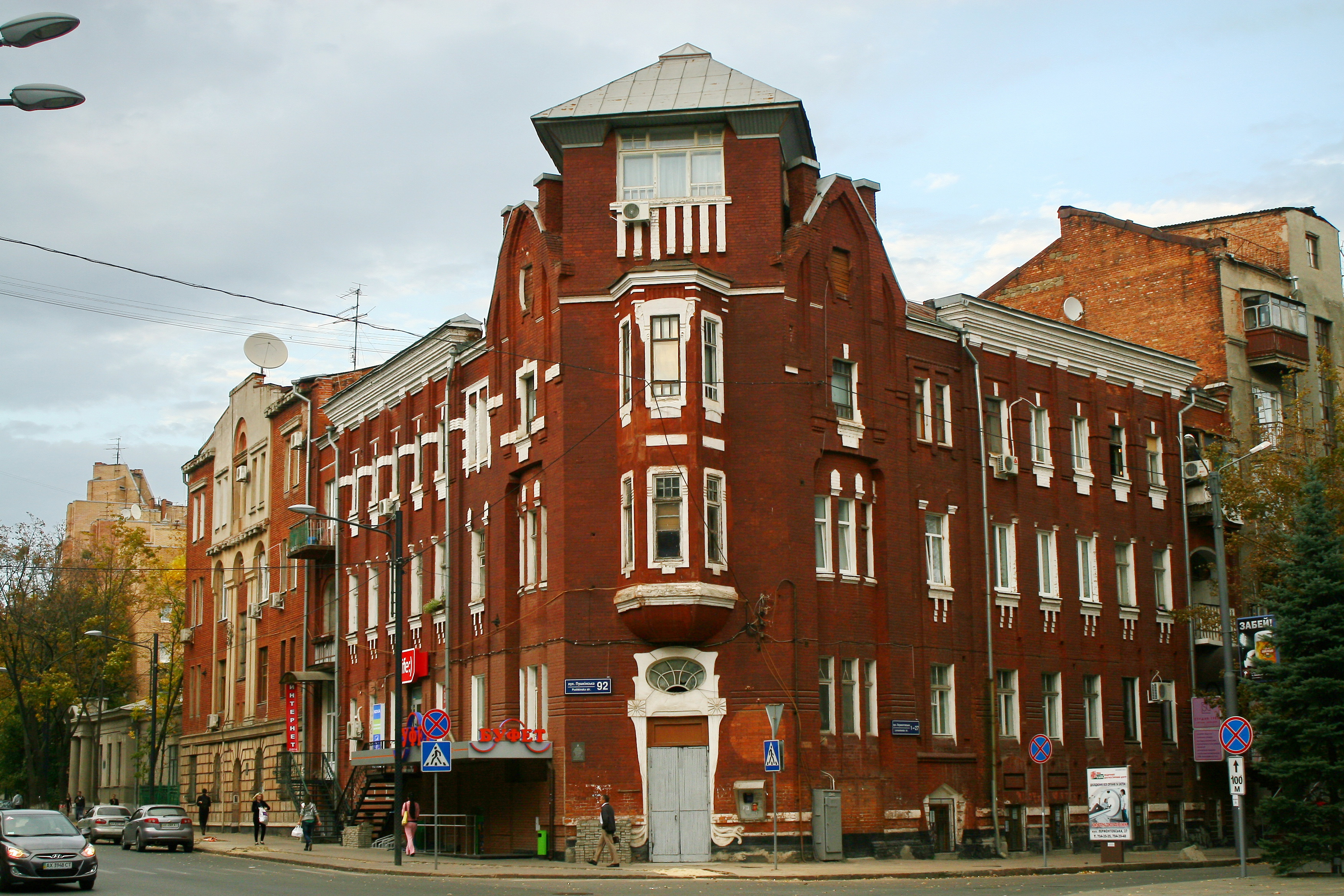
Дом № 1 (Улица. Пушкинская, 92)
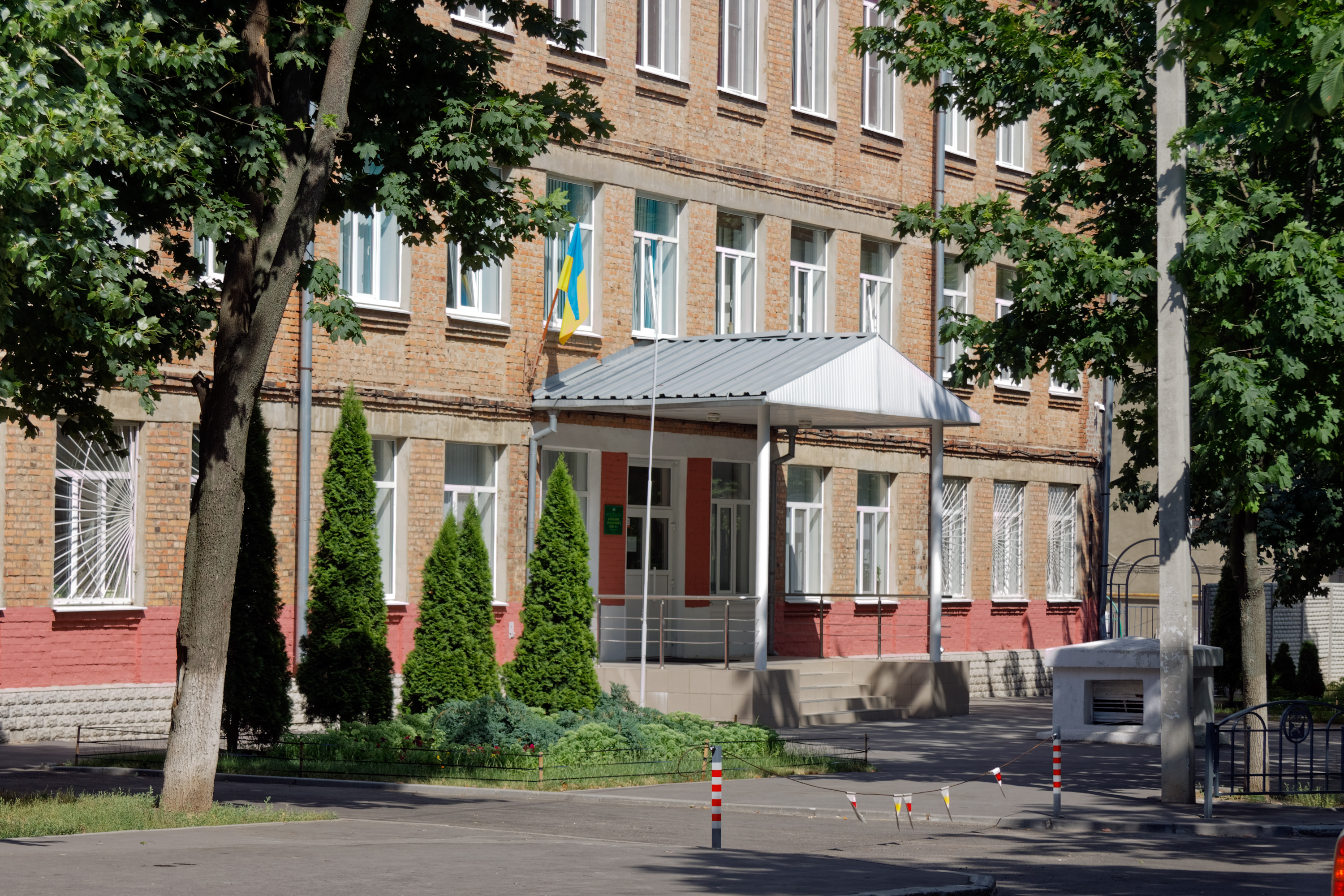
Дом № 17
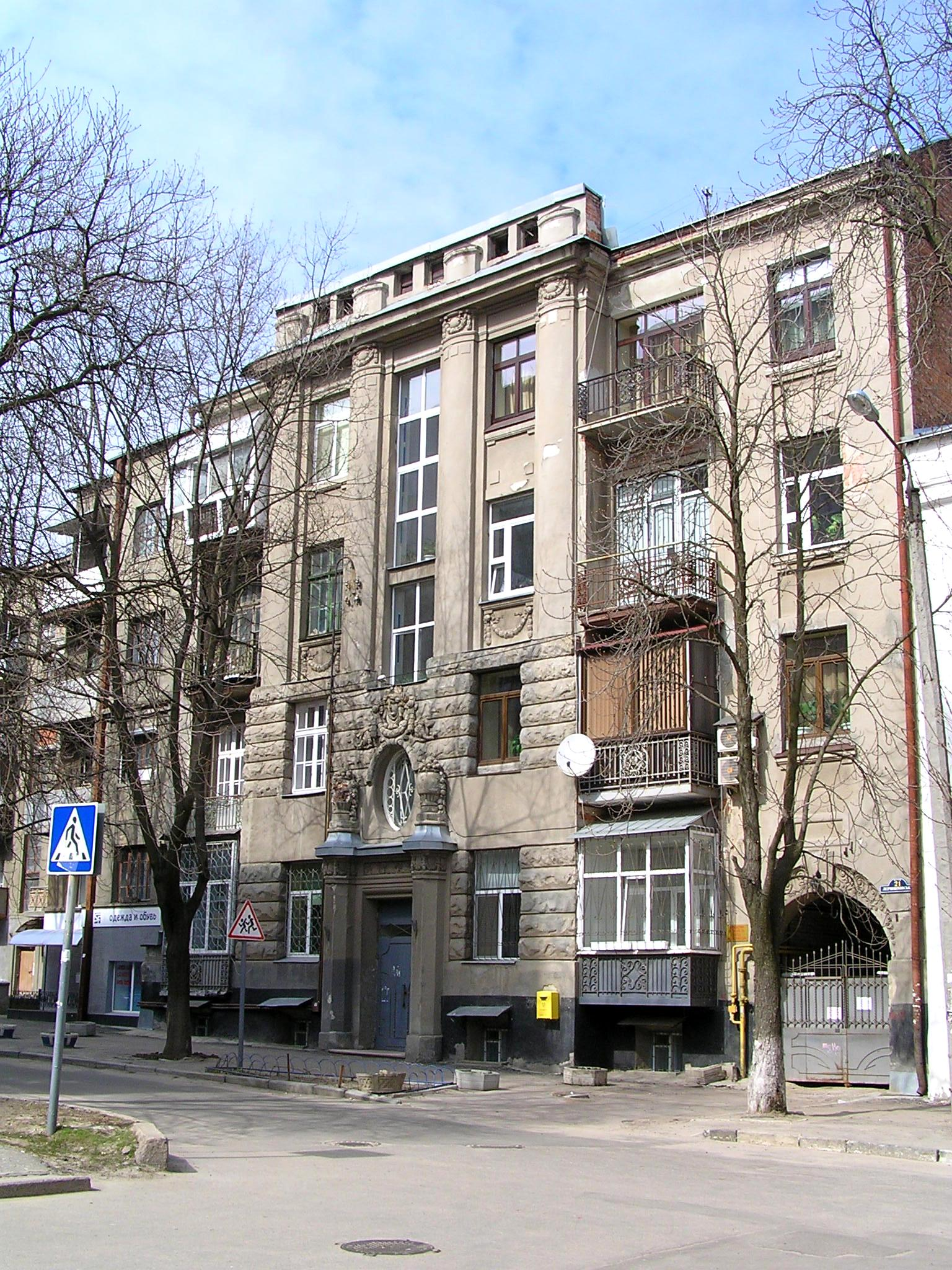
Дом № 21
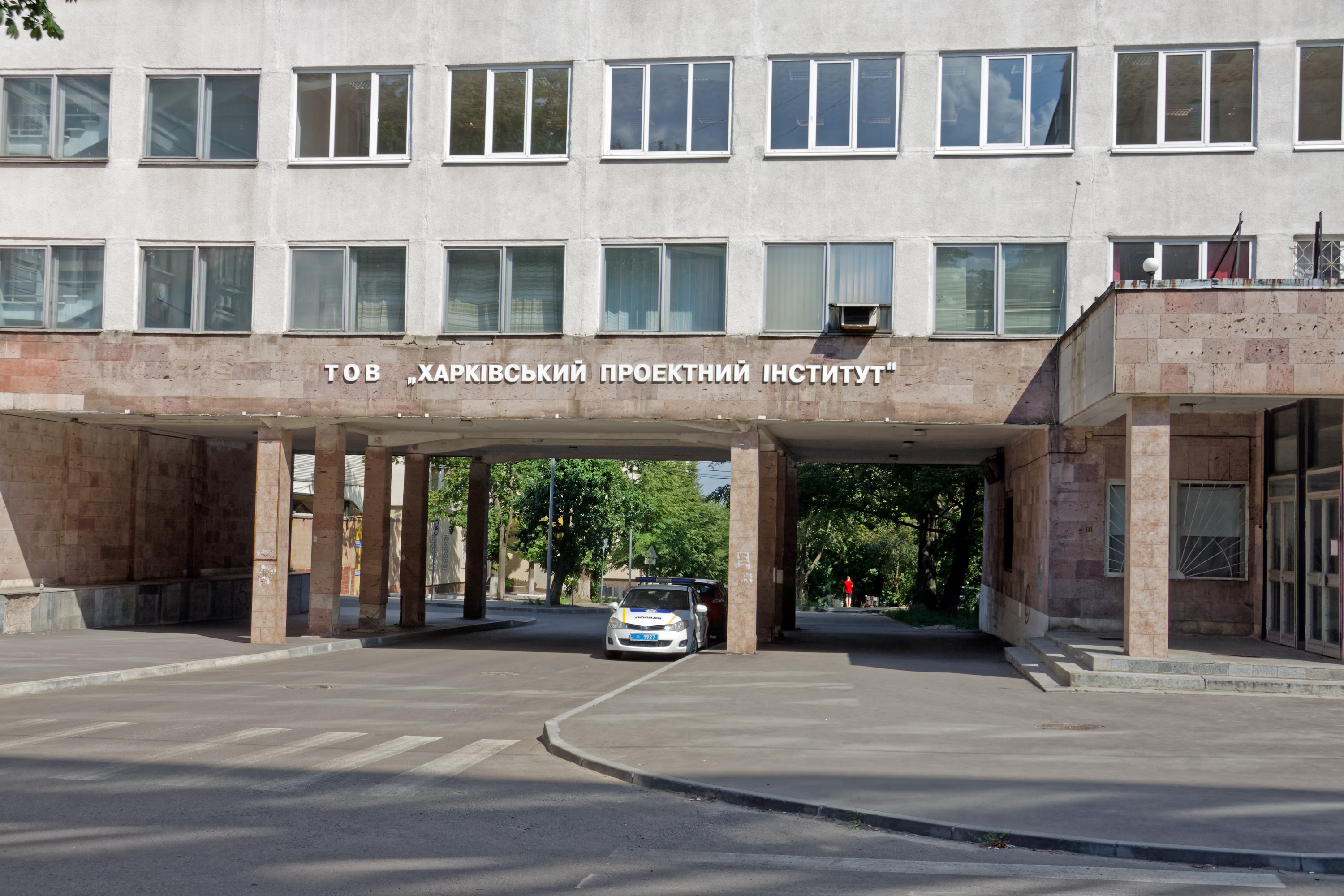
Дом № 27